# Іво Бобул
І́во Бо́бул, справжнє ім'я — Іван Васильович Бо́бул (нар. 17 червня 1953, Порубне, нині Тереблече Глибоцького району Чернівецької області) — український співак (баритон), композитор, педагог, народний артист України.
Кандидат у народні депутати від партії «Патріот» на виборах 2019 року, № 5 у списку.

## Життєпис
Народився в селі Порубне, нині Тереблече, Глибоцького району Чернівецької області в багатодітній сім'ї  румунського походження.
У 1968 році закінчив восьмирічну школу та вступив до ПТУ № 76 в Слов'янську Донецької області. У 1969 взяв участь у конкурсі художньої самодіяльності між училищами, де завоював звання лауреата. У 1972 р. Бобула призвано до лав Радянської армії. Під час служби їздив із концертами по військових частинах. Став лауреатом Конкурсу військової пісні. У журналі «Військо України» опубліковане інтерв'ю заслуженого діяча мистецтв України Володимира Мельникова з Іво Бобулом про роки військової служби видатного співака.
У 1979 р. Бобула запросив композитор Громцев у ВІА «Море» Севастопольського відділення Кримської державної філармонії.
1980 — робота у ВІА «Черемош» Чернівецької обласної філармонії. 1981 переведено солістом ВІА «Жива вода» Чернівецької обласної філармонії. Під час роботи в колективі записав першу платівку з піснями композитора Левка Дутківського, які потім стали шлягерами: «Якщо любиш, кохай», «Зоряна ніч», «Краю мій, край», «Я побачив гори».
У 1984 р. працював у Тернопільській філармонії солістом та керівником ВІА «Віватон». З 1997 р. — соліст Чернівецької обласної філармонії. Під час роботи в цих колективах узяв участь у багатьох конкурсах та фестивалях:
- 1980 — конкурс «Молоді голоси» (Тернопіль),
- 1982 — конкурс на найкраще виконання пісень країн соціалістичної співдружності (Ялта),
- 1983 — Конкурс радянської пісні (Сочі).

Багато пісень з репертуару Іво Бобула стали народними шлягерами: «Душі криниця», «Місячне колесо», «Якщо любиш, кохай», «На Україну повернусь», «Скрипалю», «Одна єдина» та багато інших. 2002 студія «6 секунд» випустила чотири компакт-диски: «Золота колекція», «Емігрантка», «Небеса очей твоїх», «Тополина любов».
На професійну естраду Іво Бобул вийшов у 1979 році у складі сімферопольського ВІА Валерія Громцева «Море» (до того він навчався в Чернівецькому музучилищі та співав у ресторанах). За рік повернувся на рідну Буковину — у Чернівецькій філармонії співав з ВІА «Черемош», потім перейшов у «Живу воду» (де замінив Лілію Сандулесу). У 1983 році новий керівник філармонії Левко Дутківський зацікавився співаком і написав для нього цикл пісень («Зоряна ніч», «Якщо любиш, кохай», «Я побачив гори», «Мій край»), які досить оперативно видрукувала «Мелодія» на міньйоні. Потім довгий час Івана Бобула (як його тоді йменували) не було чути — у 1988 році його перевели в Тернопільську філармонію, де він і співав у супроводі ВІА «Віватон» та зажив лише регіональної популярності.
До всеукраїнського слухача він повернувся лише в 1990 році з найвідомішою зі своїх пісень «На Україну повернусь» Остапа Гавриша. На Бобула звернув увагу московський композитор Олександр Морозов і запросив у свій музичний центр, що тоді містився в Черкасах. Пісні «Старе джерело», «Рідна хата», «Голуба вода», «Місячне колесо» вивели Іво Бобула в число найпопулярніших виконавців традиційної української естради. У Черкасах таки й знято перший відеоальбом Іво Бобула «Душі криниця». У 1991 році Іво повернувся до Чернівців і почав співати в парі з Лілією Сандулесу: «Берег любові», «А липи цвітуть», «Промінь мого серця». У 1992 році Бобул перебрався під дах київського театру «Етюд». Щоправда, співали вони тоді частіше в Америці, ніж удома, в Україні. 1995 року Іво Бобулу присвоєно звання заслуженого артиста України, а на початку 1998 року він став народним артистом. До 50-ліття співака лейбл «Artur Records» видав одразу три компакт-диски з вибраним доробком: «Емігрантка», «Тополина любов», «Небеса твоїх очей».
Переніс операцію з видалення нирки.
Весною 2016 року приєднався до патріотичного флешмобу #яЛюблюСвоюКраїну, опублікувавши відеозвернення, в якому розповів за що любить Україну.
Станом на 2016 рік є помічником (на громадських засадах) народного депутата України Миколи Трохимовича Федорука (фракція «Народний фронт»).
Варто відзначити композиторів та поетів, з якими, протягом усього творчого шляху співпрацює співак: Остап Гавриш, Володимир Домшинський, Олександр Злотник, Мар'ян Гаденко, Геннадій Татарченко, Вадим Крищенко, Петро Мага, Олександр Вратарьов, Олександр Високий, Степан Галябарда та ін.
У репертуарі Іво Бобула можна знайти й перлини світової класики, яким він надає власного стилю. Це такі пісні, як: «Крістина», «Пам'яті Карузо», «Yesterday», «Luna Tu», «Минає день, минає ніч», «Как молоды мы были», «Fall in love», «Espera», «Liberta» та багато ін.
У творчості Бобул здебільшого співає про кохання та патріотизм.
У лютому 2023 року Іво Бобул в інтерв'ю журналістці Еммі Антонюк висловив погляди щодо жінок. На його думку, жінки «стали меркантильними» та «думають лише про гроші», в той час як «хороші дівчата сидять по домах». Бобул підкреслив, що спирається на власний досвід, а після спроби Емми вказати на образливість цих суджень, Бобул покинув інтерв'ю.
У квітні 2023 року на YouTube вийшла нова версія легендарної української пісні «А липи цвітуть».

## Педагогічна діяльність
Творчо-педагогічна діяльність Бобула пов'язана з навчанням вокалу у Київській муніципальній академії естрадного та циркового мистецтва. 2006 року він отримав червоний диплом магістра музично-педагогічного факультету Чернівецького національного університету, Бобул навчає вокалу студентів.
Був завідувачем кафедри естрадного і академічного вокалу та звукорежисури Інституту сучасного мистецтва Національної академії керівних кадрів культури і мистецтв. Професор кафедри.

## Громадська діяльність
У травні 2018 року Іво Бобул заявив про свої наміри балотуватися в президенти. Однак пізніше спростував свою заяву .

## Відзнаки
- 1995 — званням «Заслужений артист України»;
- 1998 — званням «Народний артист України»;[17]
- 2000 — іменною зіркою на Алеї Зірок (Чернівці);
- 2001 — Хрестом Пошани «Закон. Честь. Мужність»;
- 2002 — пам'ятною медаллю «10 років МВС України»;
- 2002 — орденом Святого Миколи Чудотворця І ступеня Всеукраїнського фонду сприяння міжнародному спілкуванню «Українське Народне Посольство»;
- 2003 — орденом Ярослава Мудрого V ступеня;[18]
- 2004 — Хрестом пошани «Святий князь Александр Невський» Українського фонду співробітництва;
- 2013 — орденом «За заслуги» III ступеня.[19]

## Дискографія
- 2002 — «Тополина любов»
- 2002 — «Небеса очей твоїх»
- 2002 — «Емігрантка»
- 2004 — «Песни для тебя»
- 2004 — «Ріка життя»
- 2006 — «Ты мой сон»

## Цікаві факти
- До 60-літнього ювілею Іво Бобулу вишили хрестиком його портрет, який складався з 63600 хрестиків і 112 кольорів. Роботу вручну виконала чернівецька вишивальниця Ірина Репка.[20]
- Бобул став відомий, коли гурт «Танок на майдані Конґо» створив саркастичну пісню «Іво Бобул», де співака подано у вигляді супергероя. 14 червня 2015 року на концерті ТНМК виконав цю пісню разом з Бобулом.[21][22]
- З персоною Іво Бобула пов'язані численні меми.[23][24][25]